# GeoTrust
GeoTrust（ジオトラスト）は、デジタル証明書を発行するアメリカのプロバイダである。

## サービス一覧
SSL証明書
- 認定されたID
  - EV
  - EVが付与された認定ID
  - Wildcard SSL
  - QuickSSL
  - QuickSSL （プレミアム）
  - UC / SAN
- 署名サービス
  - Symantecに認定されたドキュメントソリューション
  - 資格情報/ EPM資格情報
  - デジタル証明書の基盤ソリューション
  - コード署名
- エンタープライズ向けSSL
  - GeoTrust Enterprise セキュリティセンター
  - GeoTrust TrueFlex サブスクリプションモデル
  - GeoTrustセキュアドシール（サービス終了）